# 46
46. је била проста година.

## Догађаји
- Добруџа је припојена римској провинцији Мезији.
- Убиство трачког краља Реметалка III, припајање трачких територија и стварање римске провинције Тракије.